# Dennis Scheider

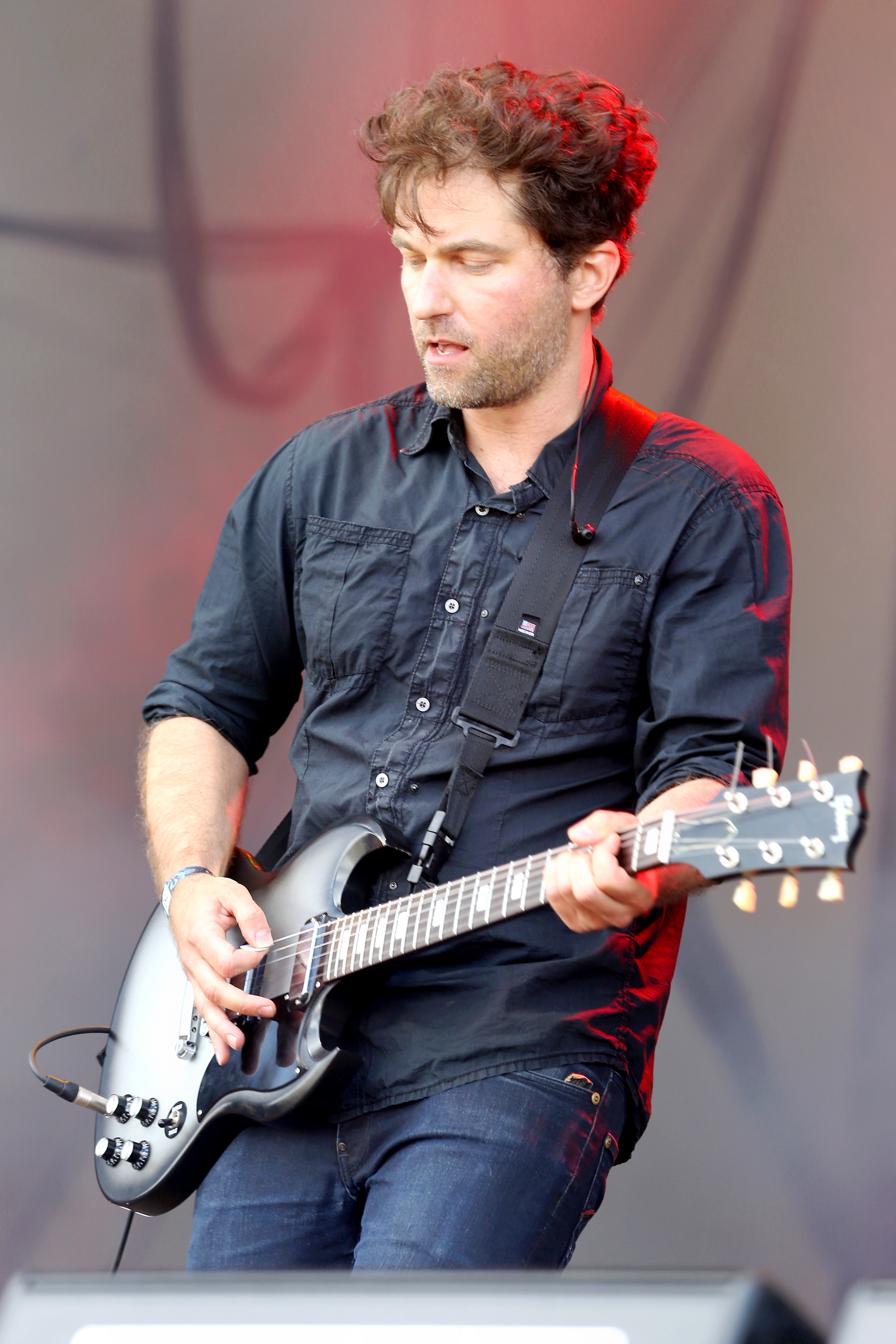
Dennis Scheider (2019)

Dennis Scheider (* 22. Dezember 1977 in Emsbüren; † 29. März 2025) war ein deutscher Gitarrist, Songwriter und Musikproduzent. Er wurde vor allem als Gitarrist von Muff Potter bekannt.

## Leben
Dennis Scheider kam 1997 zur Münsteraner Band Muff Potter und ersetzte dort Gründungsmitglied Bernd Ahlert. Er war an allen Alben von Schrei wenn du brennst (1997) bis Gute Aussicht (2009) beteiligt. Danach löste sich die Band für mehrere Jahre auf. In der Zwischenzeit gründete er 2015 die Band Hotel Schneider, die 2016 das Album Zurück in den Ring über das Label Chateau Lala veröffentlichte.
Scheider beteiligte sich an der Muff-Potter-Reunion 2018, stieg jedoch vor ihrem Reunionalbum 2022 wieder aus. Er gründete im Anschluss die Band Die Tiere, die im Mai 2024 mit ihrer EP Wir wollen nichts debütierte.
Neben seiner Arbeit als Musiker gründete er das Label Richard Mohlmann Records und arbeitete als Musikproduzent und Komponist für verschiedene Bands und in der Werbung. Außerdem gehörte ihm die Filmproduktionsgesellschaft Sure Shot Film, die Musikvideos und Werbespots drehte. Er war außerdem Produzent und Manager der Band Ghost of Tom Joad.
Dennis Scheider starb am 29. März 2025 im Alter von 47 Jahren nach kurzer, schwerer Krankheit.

## Diskografie

### Mit Muff Potter
- 1997: Schrei wenn du brennst (LP/CD)
- 2000: Bordsteinkantengeschichten (LP/CD)
- 2003: Heute wird gewonnen, bitte (LP/CD)
- 2005: Von Wegen (LP/CD)
- 2006: My Huckleberry Friend (CD)
- 2007: Steady Fremdkörper (LP/CD)
- 2009: Gute Aussicht (LP/CD)

### Mit Hotel Schneider
- 2016: Zurück in den Ring (Album, Richard Mohlmann Records/Chateau Lala)

### Mit Die Tiere
- 2024: Wir wollen nichts (EP, Richard Mohlmann Records)

### Als Musikproduzent
- 2008: Ghost of Tom Joad – No Sleep Until Ostkreuz (Album, Richard Mohlmann / Indigo)
- 2008: Miyagi – Miyagi (EP, Richard Mohlmann Records)
- 2008: Ghost of Tom Joad – Köln-Brüssel-Paris (EP, Richard Mohlmann)
- 2009: Ghost of Tom Joad – Matterhorn (Album, Richard Mohlmann / Indigo)
- 2010: The Fog Joggers – To Strangers and Friends (EP, Eigenproduktion)
- 2011: Ghost of Tom Joad – Black Musik (Album, Richard Mohlmann / Universal)
- 2012: The Heart of Horror – Into My Own (Album, Unter Schafen Records)
- 2013: Luna Simao – Es geht bis zu den Wolken (EP, Warner Music)

### Als Songwriter
- 2015: Howard Carpendale – Aus einem anderen Leben vielleicht aus Das ist unsere Zeit
- 2016: VoXXclub – Die Buam und die Alpen
- 2016: Jaqueline Bloem – Unsere Sterne
- 2019: Diane Weigmann – Den Dingen ihren Lauf lassen
- 2019: Florian Stölzel – Mit dir bin ich eins
- 2020: Florian Stölzel – Ich hol uns alles zurück